# Hot Rats
Hot Rats is een soloalbum van Frank Zappa uit 1969. Het album verscheen zowel op Reprise Records als Zappa's eigen label Bizarre Records. Na zijn albums met de The Mothers of Invention en het album Lumpy Gravy, waar hij zelf niet op meespeelt, is het zijn eerste echte soloalbum. Het album bestaat uit 6 nummers, waarvan 5 instrumentaal. "Willie the Pimp" bevat een korte vocale bijdrage van Captain Beefheart (Don van Vliet) en bevat in het refrein de albumtitel. Het was Zappa's eerste project nadat de originele Mothers of Invention wegens financiële problemen uit elkaar waren gegaan. Multi-instrumentalist Ian Underwood en gitarist Lowell George (niet vermeld in de credits) zijn de enigen van de toenmalige Mothers, die op het album te horen zijn.

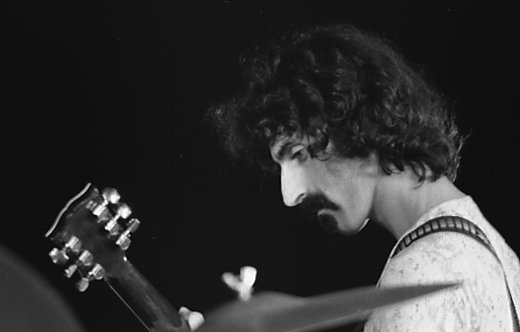
Frank Zappa in 1972

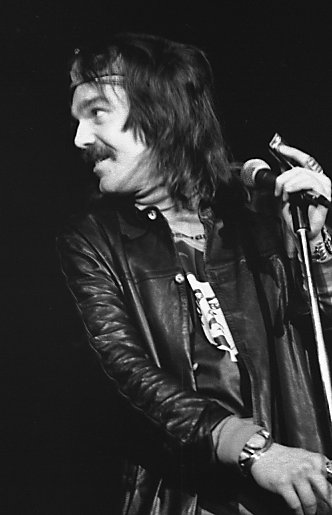
Captain Beefheart

## Achtergrond
In april 1969 traden de Mothers of Invention op tijdens het Boston Globe Jazz Festival, waar Zappa jazzsaxofonist Rahsaan Roland Kirk uitnodigde om met de band mee te spelen. Het optreden was een groot succes en Zappa deed er de ideeën op voor zijn nieuwe album. Het eveneens in april 1969 uitgekomen dubbelalbum Uncle Meat van Zappa met de Mothers  werd geen commercieel succes en leidde tot financiële problemen. De bijbehorende film waarvoor de muziek was gemaakt werd zelfs niet uitgebracht. Na de Europese tour van dat jaar besloot Zappa niet met de Mothers verder te gaan. Op 19 augustus traden zij in Ottawa in Canada voor het laatst op in de originele samenstelling.
In juli begonnen de eerste opnamen voor Hot Rats in de T.T.G. Studios in Hollywood. De kerngroep bestond uit Zappa zelf op gitaar, Ian Underwood op piano en orgel en sessiemuzikant Max Bennet op basgitaar. Zappa huurde Johnny Otis in als bandleider. Op "Peaches en Regalia" speelde Shuggy, de toen 16-jarige zoon van Johnny Otis, mee op basgitaar. Andere sessiemuzikanten, die ingehuurd werden waren jazzrockers John Guerin en Paul Humphrey op drums. Zappa leerde via Johnny Otis de violist Don "Sugarcane" Harris kennen, die op een album van John Mayall elektrische viool gspeeld had. Zappa betaalde een borgtocht om de gevangen gezette Harris vrij te krijgen om mee te werken aan de opnamen voor Hot Rats. Een andere violist, die door jazzproducer Richard Bock gevraagd werd, was de Fransman Jean-Luc Ponty. Hij speelt een kort stuk op "Must Be a Camel", hetgeen de aanzet gaf tot de latere samenwerking tussen hem en Zappa.
Eind augustus werden in het ongeveer 10 kilometer noordelijker Glendale in de Whitney Studios, waar men de beschikking had over een 16-sporen recorder, de laatste overdubs voor het album gemaakt. Zappa kon hier met Ian Underwood de arrangementen voor allerlei blaasinstrumenten aan de opnamen toevoegen.

## Muziekstijl
Zappa had op voorgaande albums al geëxperimenteerd met jazzrockstukken, zoals met "King Kong" op Uncle Meat, maar Hot Rats is in zijn geheel in die stijl opgetrokken en is rijk aan gitaarsoli van Zappa zelf.Sommige muziekcritici noemen Hot Rats het eerste jazzfusionalbum. Het werd rond dezelfde tijd uitgebracht als Bitches Brew van Miles Davis, dat een van de eerste commercieel succesvolle platen in het jazzrockgenre werd. Akoestisch geluid werd vervangen door het geluid van de elektrische gitaar en piano. Zappa doet op Hot Rats afstand van dadaïstische geluidscollages in de stijl van musique concrète en atonale muziek.

## Versies
Alle nummers zijn door Frank Zappa geschreven.

### Tracklist LP-versie uit 1969
- A1 Peaches en Regalia – 3:58
- A2 Willie the Pimp – 9:25
- A3 Son of Mr. Green Genes – 8:58
- B1 Little Umbrellas – 3:09
- B2 The Gumbo Variations – 12:55
- B3 It Must Be a Camel – 5:15

### CD-versie geremixt in 1987
Het album werd in september 1987 in Amerika op cd uitgebracht door Rykodisc en in Europa door Zappa Records. De cd-versie werd geremixt door Zappa, die daarbij gebruik maakte van de originele studio-opnames en ook wijzigingen aanbracht in de geluidskarakteristieken, instrumentatie en progressies van de nummers. Zo is "The Gumbo Variations" op de cd ongeveer vier minuten langer en is aan "Little Umbrellas" een blokfluitpassage toegevoegd.
1. Peaches en Regalia – 3:38
2. Willie the Pimp – 9:16
3. Son of Mr. Green Genes – 9:00
4. Little Umbrellas – 3:04
5. The Gumbo Variations – 16:56
6. It Must Be a Camel – 5:15

## Bezetting

### Muzikanten
- Frank Zappa - gitaar, percussie, oktaafbasgitaar
- Ian Underwood - orgel, klarinet, fluit, piano, saxofoon
- Max Bennett - bas
- Captain Beefheart - zang (in "Willie the Pimp")
- John Guerin - drums
- Don "Sugarcane" Harris - viool
- Paul Humphrey - drums
- Shuggie Otis - bas
- Jean-Luc Ponty - viool
- Ron Selico - drums
- Lowell George - gitaar

## Artwork
Het album werd uitgebracht in een uitklapbare hoes, hetgeen in die tijd ongebruikelijk was. Het artwork was van Cal Schenkel, de fotografie van Andee Nathanson. De in infrarood gefotografeerde vrouw op de voorkant van de hoes was Christine Frka, ook wel bekend als Miss Christine van The GTOs.